# Viral marknadsföring
Viral marknadsföring är en marknadsföringsmetod som eftersträvar att ett budskap, en tjänst eller produkt ska bli ett viralt fenomen. Budskapet ska vara så unikt och intresseväckande att de individer som exponeras för det har stor benägenhet att, utan incitament, sprida det vidare till sin bekantskapskrets.
Metoden att sprida budskapet kallas också "mun-till-öra"-metoden, buzz-metoden eller virusmarknadsföring.
En vanlig metod hos företag som önskar att marknadsföra sig på detta sätt är att förse personer, vilka uppfattas ge rätt image åt det företaget har att erbjuda, med företagets varor/tjänster. Personer som använder företagens varor/tjänster och som har det som företaget uppfattar som rätt image, påverkar ofta sin omgivning att köpa liknande varor/tjänster. Metoden är även användbar genom spridande via internet, och förekommer ofta i form av roliga filmer.